# El relicario (pasodoble)
El relicario es un pasodoble compuesto por José Padilla en 1914, con letra de Armando Oliveros y José María Castellví, redactores del diario barcelonés El Liberal. La pieza estaba dedicada a su amigo José Pérez de Rozas.

## Historia
Fue estrenado en el Teatro Eldorado de Barcelona en septiembre de 1914 interpretado por Mary Focela, sin gran éxito a pesar de cantarlo todos los días durante un mes.
Posteriormente la obra se reestrenó de nuevo en el mismo teatro, interpretada por Raquel Meller, quien tras haber analizado el texto y la música observó un cierto contrasentido en el pasodoble: la música era alegre, pero la letra era triste, ya que trata de amor y de muerte. Por ello decidió reestrenar la obra vistiéndose de negro con mantilla ancha, con un único foco sobre ella y con la orquesta tocando a baja intensidad. Raquel Meller además varía la forma de la canción, ya que la segunda estrofa, en lugar de cantarla, la recita sobre la música. La puesta en escena era desconocida hasta entonces y obtuvo un gran éxito.
Raquel Meller interpretó El relicario en el Trianón Palace (hoy teatro Alcázar) de Madrid, en el teatro Olympia de París y en el Hipodrome Theatre de Londres en 1920. En París la canción obtuvo tal éxito que se vendieron 110.000 ejemplares de la edición y se creó una moda con bastones, sombreros, pañuelos, guantes, etc., inspirados en El relicario.

## El Relicario fuera del teatro
La pieza fue interpretada, además de por Raquel Meller, por grandes cantantes como Paquita Rico o Rocío Jurado y Sara Montiel que la cantó en su exitoso filme El último cuplé. Es considerada como la precursora del género del cuplé, y ha sido interpretada por Gloria Lasso, Esmeralda, Lilián de Celis y Carmen Sevilla.
En 1946, el tenor mexicano Néstor Mesta Chayres cantó El Relicario con el acordeonista estadounidense John Serry Sr. y la Orquesta Alfredo Antonini para discos Decca en Estados Unidos (A-507,1946).
En 1952, en Estados Unidos, Eisenhower se presentó en la tribuna para proclamar su candidatura a la presidencia del país mientras una banda de música ejecutaba la pieza, convirtiéndose en la banda sonora de su campaña electoral.
La pieza también ha sido interpretada en el cine en la película de 1986 Ginger y Fred dirigida por Federico Fellini.